# Vin & Fikonträdsplanterarna
Vin & Fikonträdsplanteringarna (engelska: Vine & Fig Tree Planters) är en icke-våldsrörelse som tog sin början år 2005 i Storbritannien och Nederländerna. Rörelsen kom till Sverige 2006. Vin & Fikonträdsplanterarna menar att de använder sig av postprotest, något som de själva beskriver som att inte använda negativa protestbudskap, samt att förespråka proaktiv snarare än reaktiv civil olydnad och att initiera förändring istället för att vara emot. De hävdar att civil olydnad ska vara konstruktivt skapande istället för enbart en reaktion mot missförhållanden. Detta har satt igång en debatt inom icke-våldsgrupper i bland annat Storbritannien och Sverige där kritiker, i bland annat Peace News, menar att protest har en viktig funktion.[källa behövs]
Rörelsen försöker, enligt egen utsaga, förverkliga ett profetord som finns inom islam, judendomen och kristendomen: "Var och en skall sitta trygg under sin vinstock och under sitt fikonträd, och ingen skall hota honom".